# 拉特蘭鎮區 (伊利諾伊州拉薩爾縣)
拉特蘭鎮區（英語：Rutland Township）是位於美國伊利諾伊州拉薩爾縣的一個行政鎮區。

## 地方資料
根據2010年美國人口普查的數據，拉特蘭鎮區的面積為92.40平方千米，當中陸地面積為90.60平方千米，而水域面積為1.80平方千米。當地共有人口3579人，而人口密度為每平方千米38.73人。